# Simplex (Nederland)

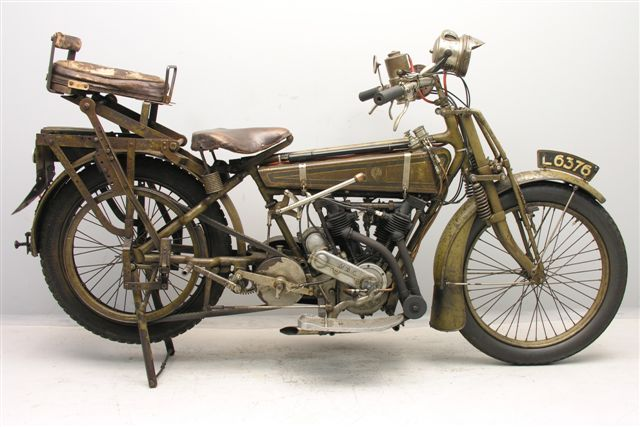
600 cc Simplex uit 1919 met een MAG kop/zijklep-V-twin

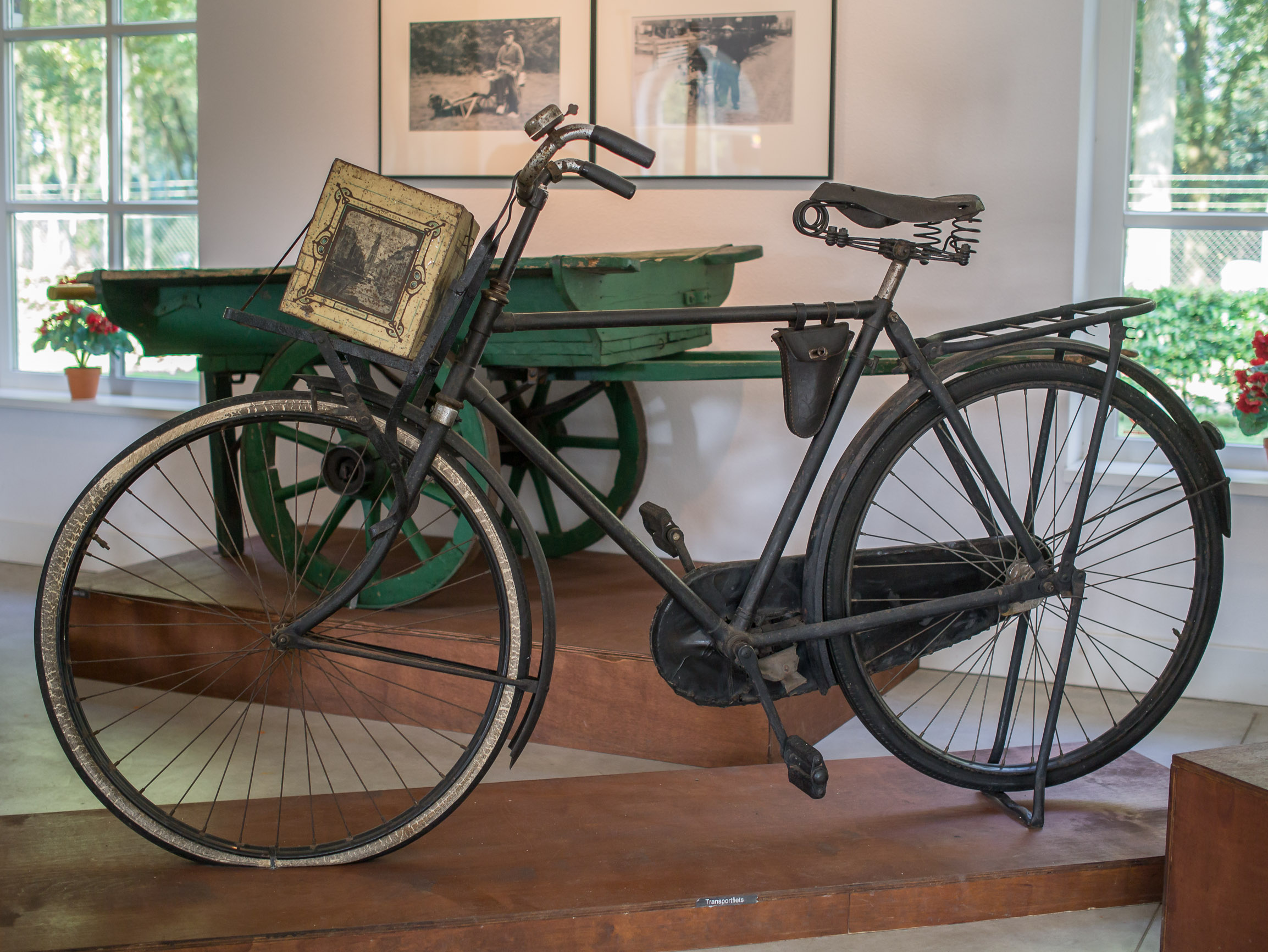
Simplex-transportfiets

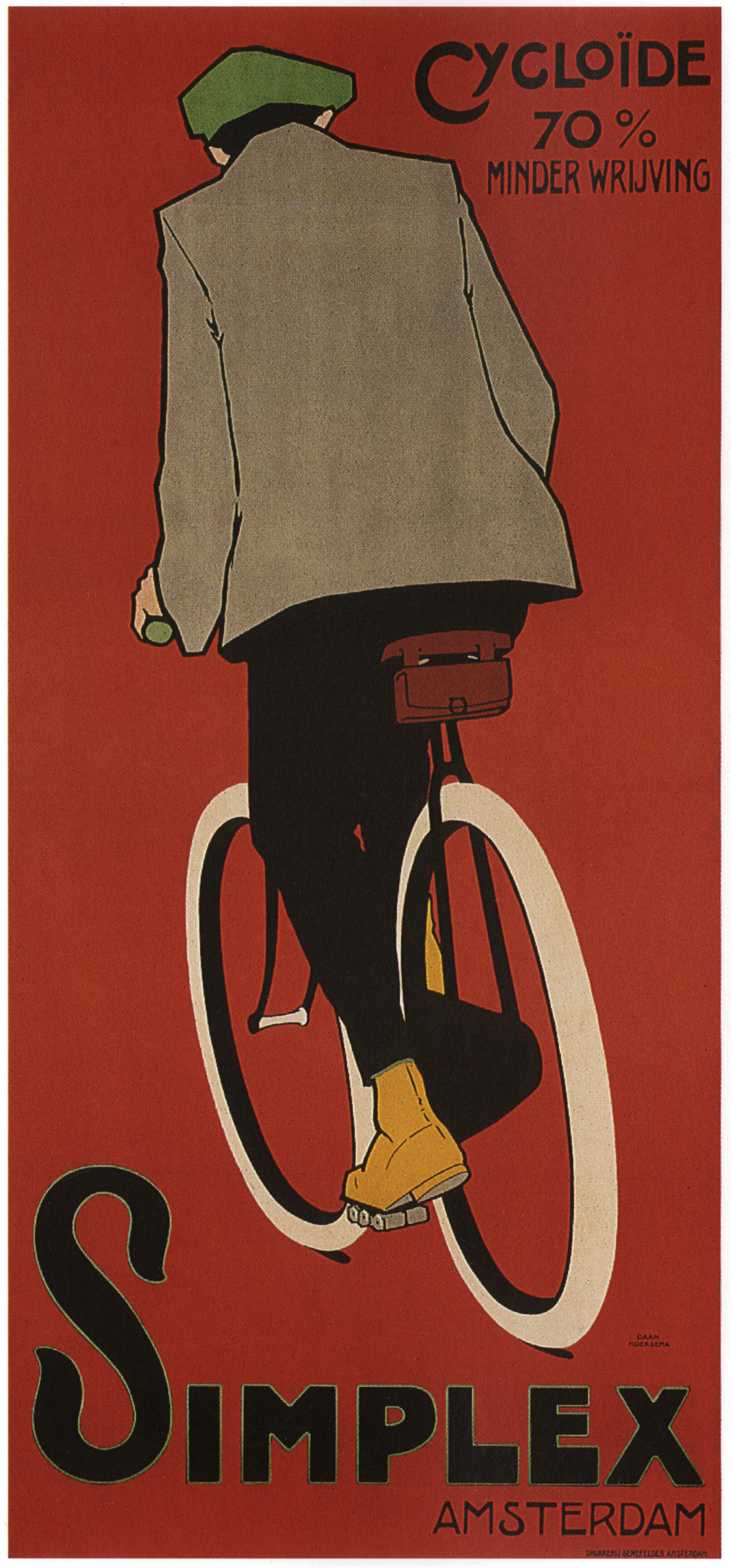
Affiche uit 1907

Simplex was een Nederlands metaalbedrijf dat onder meer auto's, fietsen, motorfietsen en draisines produceerde.
Simplex werd in april 1887 opgericht als 'Simplex Automatic Machine Company', gevestigd in Utrecht door Charles Bingham. Simplex maakte aanvankelijk kleine automaten voor de verkoop van chocolade en bijvoorbeeld weegtoestellen. Beide producten pasten bij de activiteiten van Bingham als voormalig goedereninspecteur van de Nederlandsche Rhijnspoorweg-Maatschappij. In 1891 kwam P.J.M. Leeuwenberg in het bedrijf en nam de leiding over. In 1896 werd de onderneming verplaatst naar Amsterdam (Nieuwer-Amstel) en ging daar verder als 'N.V. Simplex Rijwielfabriek'. Er werkten toen 160 mannen en 20 jongens. In 1899 werd de bedrijfsnaam aangepast aan het uitgebreide productieprogramma in 'N.V. Machine-, Rijwiel- en Automobielfabriek Simplex', in 1929 gewijzigd in 'N.V. Simplex Machine- en Rijwielfabrieken'. 
In 1952 nam Simplex plaats- en branchegenoot Locomotief over en verhuisde tevens naar een nieuwgebouwd tweeverdiepingen fabrieksgebouw aan de Pilotenstraat te Amsterdam waar in 1953 ook productie en administratie van De Locomotief werd ondergebracht. in 1965 ging deze combinatie samen met Juncker Rijwielen om drie jaar later overgenomen te worden door Gazelle (bedrijf).

## Auto's en fietsen
Bingham was mede-oprichter van de voorloper van de ANWB en thuis in de wereld van het fietsen. In die tijd was fietsen nog een zeer exclusieve bezigheid. In 1890 begon Simplex onder Bingham met de fabricage van fietsen. Onder leiding van Leeuwenberg werd dit een dusdanig groot succes, dat men ging experimenteren met auto's en motorfietsen. De technische leiding kwam in 1894 in handen van de in Delft afgestudeerde werktuigbouwkundig ir. Willem Karel van Erven Dorens (1869-1943). Op de tweede RI in 1899 (de voorloper van de RAI) stond Simplex met twee auto's en een motordriewieler. Deze voertuigen waren helemaal zelf ontworpen en gemaakt, met uitzondering van de motor, die geleverd werd door Benz. In 1900 kon de fabriek vier modellen tentoonstellen in het Paleis voor Volksvlijt. Die waren voorzien van Vivinus motoren uit België. In datzelfde jaar werden 24 automobielen in onderdelen naar Batavia, Nederlands Indië, verscheept om vervolgens in een filiaal ter plaatse te worden geassembleerd.
Na een korte tijd geen auto's meer te hebben ontwikkeld, kwam men in 1907 terug. In dat jaar bestond het leveringsprogramma uit een viercilinder met 14pk motor van Fafnir met cardanoverbrenging en een tweecilinder met kettingaandrijving. Het viercilindermodel zou tot 1913 leverbaar blijven. In 1915 kwam er, onder meer door de oorlogsomstandigheden, een voorlopig einde aan de autoproductie. Nog tot 1921 werden er auto's door Simplex ontwikkeld, maar niet meer geproduceerd.

## Motorfietsen

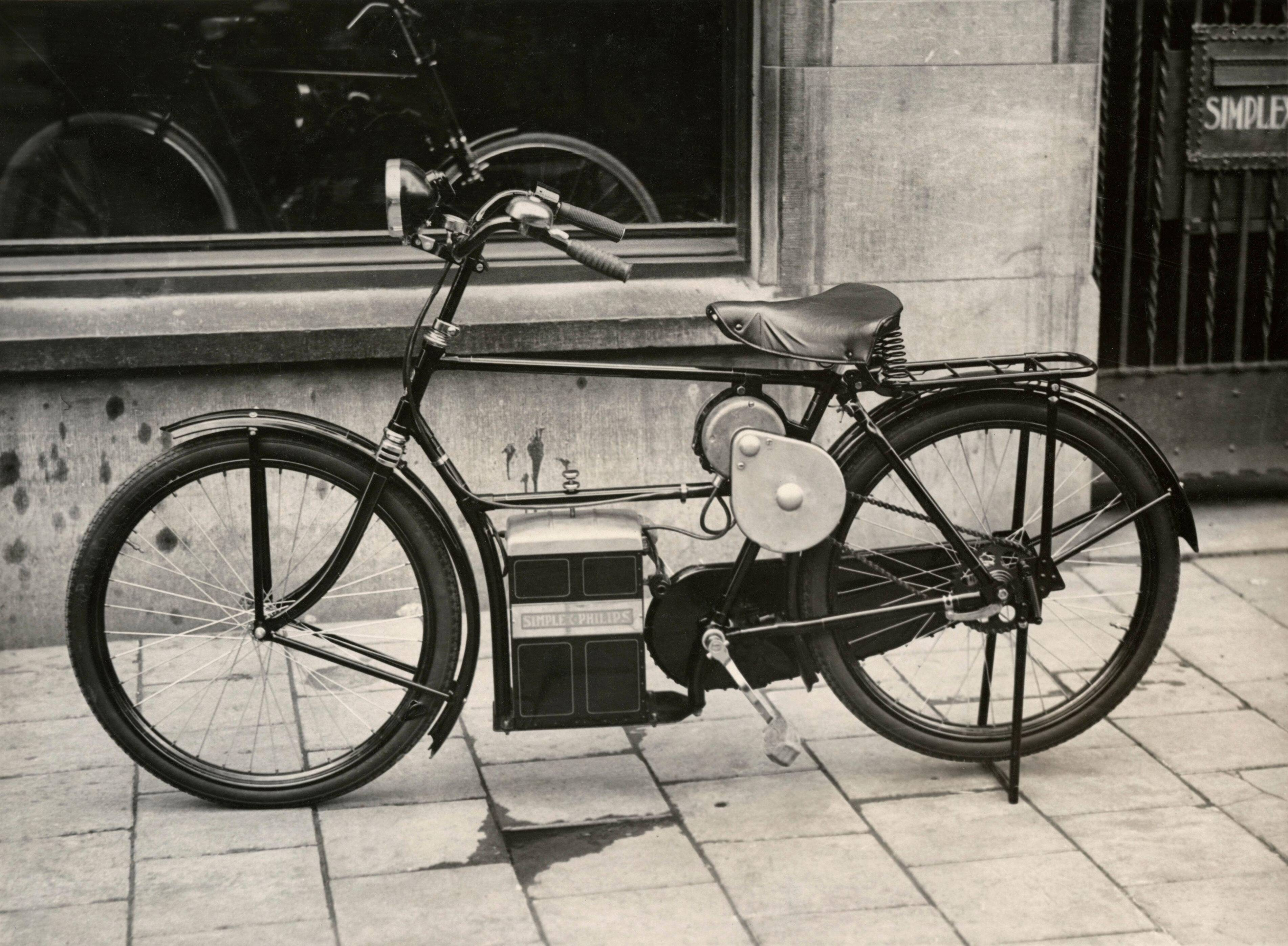
Elektrische fiets uit 1932, van Simplex en Philips

De eerste motorfietsen (vanaf 1902) hadden Minerva- en Fafnir-motoren, latere modellen voornamelijk MAG-inbouwmotoren tot 746 cc.
De Veteraan Motoren Club heeft in het themanummer van december 2000 daarover een overzicht 1902 - 1940 gepubliceerd.  
Al in de jaren dertig en opnieuw vanaf halverwege de jaren vijftig werden er bromfietsen met Sachs-tweetaktblokjes gefabriceerd. 

## Groei en snelle teruggang
In 1930 kwam de zoon van directeur Leeuwenberg, W. M., in dienst en volgde zijn vader op als directeur. Begin 1952 nam Simplex de eveneens Amsterdamse fietsenfabriek Locomotief over. De productie daarvan werd overgebracht naar het in april 1952 gereed gekomen nieuwe bedrijfspand aan de Pilotenstraat te Amsterdam. In 1955 werd de eenmiljoenste Simplex fiets afgeleverd en ging het bedrijf uitbreiden op een belendend perceel in erfpacht. De nieuwbouw, met een oppervlak van 5400 m² kwam in voorjaar 1956 in gebruik. Maar daarna ging het bedrijf bergafwaarts. In 1965 werd de productie uitbesteed aan Juncker in Apeldoorn, waarbij in Amsterdam alleen een verkoopkantoor overbleef. Twee jaar later volgde een fusie van Simplex, Locomotief en Juncker tot de Verenigde Nederlandse Rijwielfabrieken (VAR). In 1968 wordt de VAR overgenomen door Gazelle, die de fabriek in Apeldoorn sloot. De merknaam Simplex werd verkocht aan een Duits groothandelsbedrijf.